# Ришард Зуб
Ришард Зуб (пол. Ryszard Zub, нар. 24 березня 1934, Гологори, Львівське воєводство, Польська Республіка — 11 січня 2015, Падуя, Венето, Італія) — польський фехтувальник на шаблях, дворазовий срібний призер (двічі 1956 та 1960 роки), а також бронзовий призер (1964 рік) Олімпійських ігор, чотириразовий чемпіон світу.

## Виступи на Олімпіадах
| Олімпіада     | Дисципліна          | Місце |
| ------------- | ------------------- | ----- |
| Мельбурн 1956 | командна шабля      | 2     |
| Рим 1960      | індивідуальна шабля | 13    |
| Рим 1960      | командна шабля      | 2     |
| Токіо 1964    | командна шабля      | 3     |